# Mystikal

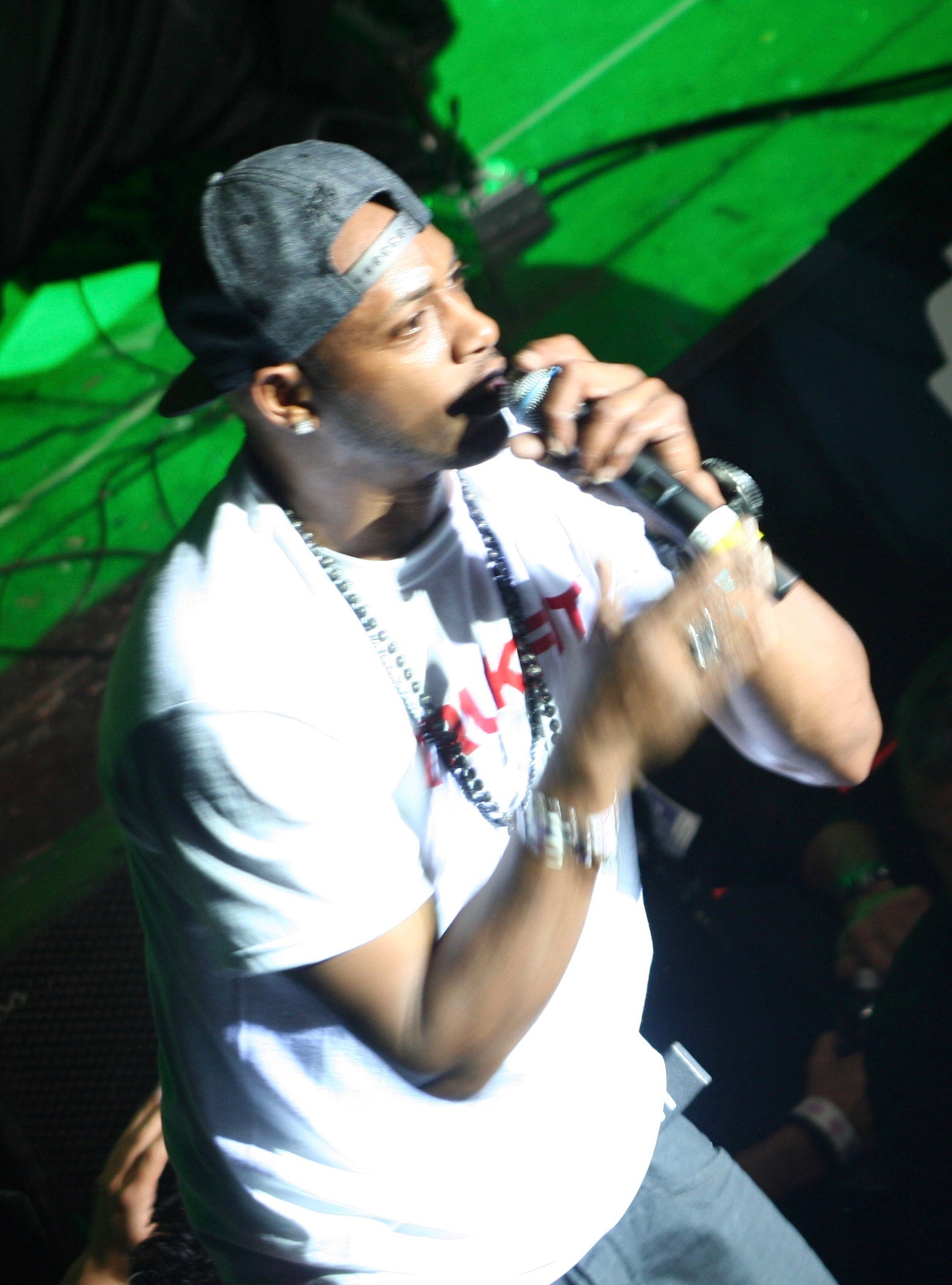
Mystikal (2012)

Mystikal (* 22. September 1970 in New Orleans; bürgerlich Michael Ernest Tyler) ist ein US-amerikanischer Rapper. Er ist im Hip-Hop-Subgenre Down South tätig und nennt sich selbst Prince of the South („Prinz des Südens“).

## Leben und Karriere
Am 16. Januar 2004 wurde Tyler wegen Vergewaltigung zu sechs Jahren Haft verurteilt. Im Januar 2007 wurde eine einjährige Haftstrafe wegen Steuerhinterziehung fallengelassen, die sechsjährige Haftstrafe wegen Vergewaltigung musste er aber weiterhin verbüßen. Seit Januar 2010 ist er wieder frei. Ende 2011 unterschrieb er einen Künstlervertrag bei Birdmans Hip-Hop-Label Cash Money Records.

## Diskografie

### Studioalben
| Jahr | Titel            | Höchstplatzierung, Gesamtwochen, AuszeichnungChartplatzierungen (Jahr, Titel, Platzierungen, Wochen, Auszeichnungen, Anmerkungen) | Höchstplatzierung, Gesamtwochen, AuszeichnungChartplatzierungen (Jahr, Titel, Platzierungen, Wochen, Auszeichnungen, Anmerkungen) | Höchstplatzierung, Gesamtwochen, AuszeichnungChartplatzierungen (Jahr, Titel, Platzierungen, Wochen, Auszeichnungen, Anmerkungen) | Anmerkungen                                                    |
| Jahr | Titel            | DE | UK | US | Anmerkungen                                                    |
| ---- | ---------------- | --- | --- | --- | -------------------------------------------------------------- |
| 1994 | Mystikal         | — | — | — | Erstveröffentlichung: 14. Juni 1994                            |
| 1995 | Mind of Mystikal | — | — | US103 Gold · (11 Wo.)US | Erstveröffentlichung: 15. Oktober 1995 Verkäufe: + 500.000     |
| 1997 | Unpredictable    | — | — | US3 Platin · (44 Wo.)US | Erstveröffentlichung: 11. November 1997 Verkäufe: + 1.000.000  |
| 1998 | Ghetto Fabulous  | — | — | US5 Platin · (24 Wo.)US | Erstveröffentlichung: 15. Dezember 1998 Verkäufe: + 1.000.000  |
| 2000 | Let’s Get Ready  | DE94 (2 Wo.)DE | UK91 (2 Wo.)UK | US1 ×2Doppelplatin · (47 Wo.)US                                                                                                   | Erstveröffentlichung: 26. September 2000 Verkäufe: + 2.000.000 |
| 2001 | Tarantula        | — | — | US25 Gold · (26 Wo.)US | Erstveröffentlichung: 18. Dezember 2001 Verkäufe: + 500.000    |

### Kompilationen
| Jahr | Titel                         | Höchstplatzierung, Gesamtwochen, AuszeichnungChartsChartplatzierungen (Jahr, Titel, Platzierungen, Wochen, Auszeichnungen, Anmerkungen) | Anmerkungen                            |
| Jahr | Titel                         | US | Anmerkungen                            |
| ---- | ----------------------------- | --- | -------------------------------------- |
| 2004 | Prince of the South… The Hits | US140 (1 Wo.)US | Erstveröffentlichung: 10. August 2004  |
| 2004 | Chopped & Screwed             | — | Erstveröffentlichung: 7. Dezember 2004 |

### Singles als Leadmusiker
| Jahr | Titel Album                                           | Höchstplatzierung, Gesamtwochen, AuszeichnungChartplatzierungen (Jahr, Titel, Album, Platzierungen, Wochen, Auszeichnungen, Anmerkungen) | Höchstplatzierung, Gesamtwochen, AuszeichnungChartplatzierungen (Jahr, Titel, Album, Platzierungen, Wochen, Auszeichnungen, Anmerkungen) | Höchstplatzierung, Gesamtwochen, AuszeichnungChartplatzierungen (Jahr, Titel, Album, Platzierungen, Wochen, Auszeichnungen, Anmerkungen) | Höchstplatzierung, Gesamtwochen, AuszeichnungChartplatzierungen (Jahr, Titel, Album, Platzierungen, Wochen, Auszeichnungen, Anmerkungen) | Anmerkungen                                                  |
| Jahr | Titel Album                                           | DE | CH | UK | US | Anmerkungen                                                  |
| ---- | ----------------------------------------------------- | --- | --- | --- | --- | ------------------------------------------------------------ |
| 1995 | Y’all Ain’t Ready Yet Mind of Mystikal                | — | — | — | — | Erstveröffentlichung: 1995                                   |
| 1997 | Ain’t No Limit Unpredictable                          | — | — | — | — | Erstveröffentlichung: 16. April 1997 feat. Silkk the Shocker |
| 1997 | The Man Right Chea Unpredictable                      | — | — | — | — | Erstveröffentlichung: 24. August 1997                        |
| 1998 | That’s the Nigga Ghetto Fabulous                      | — | — | — | — | Erstveröffentlichung: 11. August 1998                        |
| 1999 | Neck uv da Woods –                                    | — | — | — | — | Erstveröffentlichung: 13. Juli 1999 feat. OutKast            |
| 2000 | Shake Ya Ass Let’s Get Ready                          | DE87 (5 Wo.)DE | — | UK30 (5 Wo.)UK | US13 (20 Wo.)US | Erstveröffentlichung: 18. Juli 2000 feat. Pharrell           |
| 2000 | Danger (Been So Long) Let’s Get Ready                 | DE45 (9 Wo.)DE | CH60 (5 Wo.)CH | UK28 (3 Wo.)UK | US14 (20 Wo.)US | Erstveröffentlichung: 12. Dezember 2000 feat. Nivea          |
| 2001 | Bouncin’ Back (Bumpin’ Me Against the Wall) Tarantula | — | — | UK45 (2 Wo.)UK | US37 (20 Wo.)US | Erstveröffentlichung: 4. Dezember 2001                       |
| 2002 | Tarantula                                             | — | — | — | — | Erstveröffentlichung: 19. Februar 2002 feat. Butch Cassidy   |
| 2004 | Oochie Pop Prince of the South… The Hits              | — | — | — | — | Erstveröffentlichung: 2004                                   |
| 2010 | Papercuts –                                           | — | — | — | — | Erstveröffentlichung: 2010 feat. Lil Wayne and Fiend         |
| 2011 | Original –                                            | — | — | — | — | Erstveröffentlichung: 2011 feat. Birdman and Lil Wayne       |

### Singles als Gastmusiker
| Jahr | Titel Album                                | Höchstplatzierung, Gesamtwochen, AuszeichnungChartplatzierungen (Jahr, Titel, Album, Platzierungen, Wochen, Auszeichnungen, Anmerkungen) | Höchstplatzierung, Gesamtwochen, AuszeichnungChartplatzierungen (Jahr, Titel, Album, Platzierungen, Wochen, Auszeichnungen, Anmerkungen) | Höchstplatzierung, Gesamtwochen, AuszeichnungChartplatzierungen (Jahr, Titel, Album, Platzierungen, Wochen, Auszeichnungen, Anmerkungen) | Höchstplatzierung, Gesamtwochen, AuszeichnungChartplatzierungen (Jahr, Titel, Album, Platzierungen, Wochen, Auszeichnungen, Anmerkungen) | Höchstplatzierung, Gesamtwochen, AuszeichnungChartplatzierungen (Jahr, Titel, Album, Platzierungen, Wochen, Auszeichnungen, Anmerkungen) | Anmerkungen                                                                                     |
| Jahr | Titel Album                                | DE | AT | CH | UK | US | Anmerkungen                                                                                     |
| ---- | ------------------------------------------ | --- | --- | --- | --- | --- | ----------------------------------------------------------------------------------------------- |
| 1998 | Make ’Em Say Uhh! Ghetto D                 | — | — | — | — | US16 (27 Wo.)US | Erstveröffentlichung: 13. Januar 1998 Master P feat. Silkk The Shocker, Mia X, Fiend & Mystikal |
| 1998 | It Ain’t My Fault Charge It 2 da Game      | — | — | — | — | US18 (18 Wo.)US | Erstveröffentlichung: 28. April 1998 Silkk The Shocker feat. Mystikal                           |
| 1998 | Woof Da Game Is to Be Sold, Not to Be Told | — | — | — | — | US62 (12 Wo.)US | Erstveröffentlichung: 28. Oktober 1998 Snoop Dogg feat. Fiend & Mystikal                        |
| 2001 | Stutter My Name Is Joe                     | DE12 (10 Wo.)DE | AT62 (6 Wo.)AT | CH14 (11 Wo.)CH | UK7 (8 Wo.)UK | US1 Gold · (26 Wo.)US | Erstveröffentlichung: 9. Januar 2001 Joe feat. Mystikal                                         |
| 2001 | Don’t Stop (Funkin’ 4 Jamaica) Glitter     | DE97 (1 Wo.)DE | — | CH65 (2 Wo.)CH | UK32 (7 Wo.)UK | US81 (3 Wo.)US | Erstveröffentlichung: 10. Dezember 2001 Mariah Carey feat. Mystikal                             |
| 2002 | Move Bitch Word of Mouf                    | — | — | — | — | US10 (23 Wo.)US | Erstveröffentlichung: 21. Mai 2002 Ludacris feat. I-20 & Mystikal                               |
| 2002 | I Don’t Give a Fuck Kings of Crunk         | DE68 (5 Wo.)DE | — | — | — | — | Erstveröffentlichung: Oktober 2002 Lil Jon & The East Side Boyz feat. Krayzie Bone & Mystikal   |
| 2003 | Wizzy Wow Level II                         | — | — | — | UK37 (2 Wo.)UK | — | Erstveröffentlichung: Januar 2003 BLACKstreet feat. Mystikal                                    |
| 2016 | Just A Lil’ Thick (She Juicy) –            | — | — | — | — | US— GoldUS | Erstveröffentlichung: 2016 Trinidas James feat. Mystikal & Lil Dicky                            |

Weitere Gastbeiträge
- 2012: Wild Boy (Remix) (Machine Gun Kelly feat. Meek Mill, 2 Chainz, French Montana, Mystikal, Steve-O & Yo Gotti)